# Glen Matlock
Glen Matlock, född 27 augusti 1956 i London, är en brittisk musiker, känd som originalbasist i punkbandet Sex Pistols. Han skrev även många av bandets låtar.
Efter att ha lämnat Sex Pistols 1977 har han spelat i andra band, däribland The Rich Kids och The Philistines. Han spelade även med Iggy Pop på dennes album Soldier. Han har talat offentligt mot Brexit.